# كريستين هاميلتون
كريستين هاميلتون (بالإنجليزية: Kristen Hamilton) (17 أبريل 1992 في الولايات المتحدة - ) هي لاعبة كرة قدم أمريكية في مركز الهجوم. لعبت مع كولورادو رابيدز ووسترن نيويورك فلاش.

## وصلات خارجية
- كريستين هاميلتون على موقع قاعدة بيانات كرة القدم.إي يو (الإنجليزية)
- كريستين هاميلتون على موقع Soccerway.com (الإنجليزية)